# Clouditalia Telecomunicazioni
Clouditalia Telecomunicazioni S.p.A. (originariamente Clouditalia Communications S.p.A.) è stata una società italiana che offriva servizi di telecomunicazioni e cloud, con particolare attenzione al settore delle piccole e medie imprese.
Fondata nel 2012, nel 2020 è stata fusa per incorporazione in Irideos.

## Storia
Clouditalia nasce nel 2012 con l’acquisizione del ramo telecomunicazioni di Eutelia. Ha sedi ad Arezzo, Roma, Torino, Milano, Padova e Napoli, che contano oltre 230 dipendenti.
L'azienda possiede una rete proprietaria con 15.000 km di fibra ottica sul territorio italiano, dal 2014 a 100G. Possiede, inoltre, data center gemelli ad Arezzo e Roma, inaugurati nel settembre 2012, ed uno a Milano, per i servizi di cloud.
Il 19 luglio 2017, Clouditalia comunica l'acquisizione di Noitel entrando, così, anche nel settore della telefonia mobile e satellitare.
Dal dicembre 2018 è controllata al 100% da Irideos (fondo d’investimento a maggioranza F2i, Gruppo CDP).
Dal 1º novembre 2020 Clouditalia è stata fusa per incorporazione in IRIDEOS.